# 당신을 느끼고 싶어요
〈당신을 느끼고 싶어요〉(일본어: あなたを感じていたい)는 일본의 밴드 ZARD의 13번째 싱글 앨범으로, 1994년 12월 24일 발매되었다. (8cm CD: BGDH-1041) 곡의 작사는 사카이 이즈미, 작곡과 편곡을 오다 테츠로가 맡았다. 이 곡은 NTT 도코모가 제작한 휴대용 호출기 광고의 삽입곡으로 쓰였다.
B사이드 곡은 〈Take me to your dream〉이며, 작사는 사카이 이즈미, 작곡은 카와시마 다리아, 편곡을 아카시 마사오가 맡았다.
싱글은 오리콘 차트 주간 싱글차트 2위에 올랐으며, 10주간 차트에 머물렀다.

## 수록곡
| #            | 제목                                                | 작사          | 작곡            | 편곡          | 재생 시간 |
| ------------ | --------------------------------------------------- | ------------- | --------------- | ------------- | --------- |
| 1.           | 〈〈당신을 느끼고 싶어요〉〉 (あなたを感じていたい) | 사카이 이즈미 | 오다 테츠로     | 오다 테츠로   | 5:11      |
| 2.           | 〈〈Take me to your dream〉〉                       | 사카이 이즈미 | 카와시마 다리아 | 아카시 마사오 | 5:07      |
| 3.           | 〈〈당신을 느끼고 싶어요〉〉 (Original Karaoke)     |               |                 |               | 5:08      |
| 총 재생 시간 | 총 재생 시간                                        | 총 재생 시간  | 총 재생 시간    | 총 재생 시간  | 15:26     |